# 萩原三雄
萩原 三雄（はぎはら みつお、1947年 - 2022年2月19日）は、日本の郷土史学者、元帝京大学文化財研究所所長、公益財団法人山梨文化財研究所所長。

## 経歴
山梨県生まれ。早稲田大学第一法学部卒。甲府市役所勤務ののち、公益財団法人山梨文化財研究所、帝京大学文化財研究所に勤務し、教授、2012年所長。専門は中世考古学。

## 著書
- 『戦国期城郭と考古学』 (中世史研究叢書) 岩田書院, 2019

### 受賞
- 2021年 - 地域文化功労者[3]

### 共編著
- 『戦国武将武田信玄』編. 新人物往来社, 1988
- 『定本・山梨県の城』責任編集, 『定本・山梨県の城』刊行会編. 郷土出版社, 1991
- 『中世の城と考古学』石井進共編. 新人物往来社, 1991
- 『中世社会と墳墓 考古学と中世史研究3』 (帝京大学山梨文化財研究所シンポジウム報告集)石井進共編. 名著出版, 1993
- 『定本・武田信玄 21世紀の戦国大名論』笹本正治共編. 高志書院, 2002
- 『戦国時代の考古学』小野正敏共編. 高志書院, 2003
- 『甲府市今昔写真帖 保存版』齋藤康彦共監修. 郷土出版社, 2004
- 『巨摩今昔写真帖 保存版』齋藤康彦共監修. 郷土出版社, 2004
- 『峡東今昔写真帖 保存版』清雲俊元共監修. 郷土出版社, 2004
- 『中世の系譜 東と西、北と南の世界』 (考古学と中世史研究) 小野正敏, 五味文彦共編. 高志書院, 2004
- 『モノとココロの資料学 中世史料論の新段階』 (考古学と中世史研究) 小野正敏, 五味文彦共編. 高志書院, 2005
- 『山本勘助のすべて』上野晴朗共編. 新人物往来社, 2006
- 『鎌倉時代の考古学』小野正敏共編. 高志書院, 2006
- 『中世の対外交流 場・ひと・技術』 (考古学と中世史研究) 小野正敏, 五味文彦共編. 高志書院, 2006
- 『戦国の猛虎武田信玄』UTYテレビ山梨監修,秋山敬共編. 新人物往来社, 2007
- 『中世寺院暴力と景観』 (考古学と中世史研究 小野正敏, 五味文彦共編. 高志書院, 2007
- 『新府城の歴史学』本中眞共監修, 山梨県韮崎市, 韮崎市教育委員会 編. 新人物往来社, 2008
- 『宴の中世 場・かわらけ・権力』 (考古学と中世史研究) 小野正敏, 五味文彦共編. 高志書院, 2008
- 『山梨県の不思議事典』編. 新人物往来社, 2009
- 『戦国時代の城 遺跡の年代を考える』峰岸純夫共編. 高志書院, 2009
- 『動物と中世 獲る・使う・食らう』 (考古学と中世史研究) 小野正敏, 五味文彦共編. 高志書院, 2009
- 『中世はどう変わったか』 (考古学と中世史研究) 小野正敏, 五味文彦共編. 高志書院, 2010
- 『中世人のたからもの 蔵があらわす権力と富』 (考古学と中世史研究) 小野正敏, 五味文彦共編. 高志書院, 2011
- 『山梨県謎解き散歩』編著. 新人物往来社,新人物文庫  2012
- 『一遍聖絵を歩く 中世の景観を読む』 (考古学と中世史研究) 小野正敏, 五味文彦共編. 高志書院, 2012
- 『日本の金銀山遺跡』編. 高志書院, 2013
- 『水の中世 治水・環境・支配』 (考古学と中世史研究) 小野正敏, 五味文彦共編. 高志書院, 2013
- 『中世城館の考古学』中井均共編. 高志書院, 2014
- 『金属の中世 資源と流通』 (考古学と中世史研究) 小野正敏, 五味文彦共編. 高志書院, 2014
- 『武田信玄謎解き散歩』編著. KADOKAWA,新人物文庫 2015
- 『木材の中世 利用と調達』 (考古学と中世史研究) 小野正敏, 五味文彦共編. 高志書院, 2015
- 『遺跡に読む中世史』 (考古学と中世史研究) 小野正敏, 五味文彦共編. 高志書院, 2017

## 論文
- <萩原三雄